# 矢口芳生
矢口 芳生（やぐち よしお、本名：克也 1952年7月14日 - ）は、日本の農業経済学者。福知山公立大学名誉教授。
栃木県河内郡河内町（現宇都宮市）生まれ。1976年東京農工大学農学部卒業。1981年東京大学大学院農学系研究科博士課程修了、「戦後における繭の生産構造分析」で農学博士。1981年国立国会図書館入館、調査員（調査及び立法考査局農林課）。1998年東京農工大学農学部助教授。2004年同共生科学技術研究院教授。2009年国立国会図書館専門調査員。1983年「現代蚕糸業経済論」で日本農業経済学会賞受賞。農政審議会専門委員、農林水産統計観測審議会委員、食料・農業・農村政策審議会臨時委員。

## 著書
- 『現代蚕糸業経済論』農林統計協会 1982
- 『食糧はいかにして武器となったか 日米相互依存関係と農業摩擦』日本経済評論社 1986
- 『食料戦略と地球環境』日本経済評論社 1990
- 『フラワービジネス』農林統計協会 1992
- 『食料と環境の政策構想』農林統計協会 1995
- 『カントリービジネス』農林統計協会 1997
- 『地球は世界を養えるのか 危機の食料連鎖』集英社 1998
- 『WTO体制下の日本農業 「環境と貿易」の在り方を探る』日本経済評論社 現代農業の深層を探る 2002
- 『共生農業システム成立の条件 現代農業経済学の課題』農林統計協会 共生農業システム叢書 2006
- 『矢口芳生著作集』全8巻 農林統計出版 2012-13
  - 第1巻 (戦後蚕糸業経済論) 2012
  - 第2巻 (農業貿易摩擦論) 2012
  - 第3巻 (農政改革論) 2012
  - 第4巻 (現代日本農政論) 2012
  - 第5巻 (農業多様性論) 2013
  - 第6巻 (サービス農業論) 2012
  - 第7巻 (共生農業システム論) 2013
  - 第8巻 (共生社会システム論) 2013

- 『今なぜ「持続可能な社会」なのか 未来社会への方法と課題』農林統計出版 2013
- 『農家の将来 TPPと農業・農政の論点』農林統計出版 2013

### 共編著
- 『産業構造調整と地域経済』岩城成幸共編 農林統計協会 1990
- 『資源管理型農場制農業への挑戦 圃場整備事業と農地保有合理化事業のパッケージング』編著 農林統計協会 1995
- 『中山間地域振興の在り方を問う』編著 農林統計協会 1999
- 『農業経済の分析視角を問う』編著 農林統計協会 2002
- 『農業経営安定の基盤を問う』編著 農林統計協会 2003
- 『共生社会システム学序説 持続可能な社会へのビジョン』尾関周二共編 青木書店 2007
- 『日本の食料』全5巻 監修 岩崎書店 2008-09

翻訳
- EC委員会編『条件不利地域農業をどうする 統合を目前にしたEC』農林統計協会 1991